# La Baie d'Alger
La Baie d'Alger est un téléfilm français réalisé par Merzak Allouache, d'après l'œuvre autobiographique de Louis Gardel et diffusé pour la première fois le 13 juin 2012 sur France 2.

## Synopsis
L'écrivain Louis Gardel se souvient de sa jeunesse en Algérie : un monde idyllique en voie de disparition.

## Fiche technique
- Réalisation : Merzak Allouache
- Scénario : Merzak Allouache
- Image :
- Montage :
- Musique :
- Production : Jean Labib
- Pays :  France
- Durée : 100 minutes
- Date de diffusion : 13 juin 2012

## Distribution
- Solal Forte : Louis adolescent
- Catherine Jacob : Zoé
- Gabrielle Lazure : Anne-Marie
- Biyouna : Bibi
- Fettouma Ousliha-Bouamari : Zoubida
- Jean Benguigui : André Steiger
- Michèle Moretti : Suzanne
- Michaël Abiteboul : Marco
- Benhaïssa Ahouari : Bouarab
- Pierre Aussedat : le colonel Charles
- Anthony Sonigo : Solal
- Dimitri Storoge : Jacky
- Margaux Chatelier : Michelle
- Jacques Spiesser : Louis adulte